# Keathbank Mill

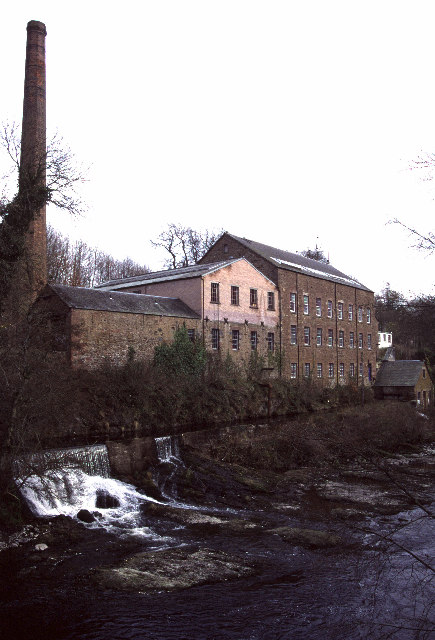
Keathbank Mill

Die Keathbank Mill ist eine ehemalige Wassermühle in der schottischen Ortschaft Blairgowrie and Rattray in der Council Area Perth and Kinross. 1971 wurde das Bauwerk in die schottischen Denkmallisten in der höchsten Denkmalkategorie A aufgenommen.

## Geschichte
Im 19. Jahrhundert waren zwölf Textilmühlen entlang des Ericht in Betrieb. Bei ihnen handelte es sich um Flachs- und später Jutespinnereien. Die Keathbank Mill wurde in den 1820er Jahren errichtet. Zwischen 1864 und 1865 ließ Matthew Low die heutige Mühle, in deren Struktur Fragmente des Vorgängerbaus integriert wurden, errichten. Mit dem Niedergang der Textilindustrie in Schottland wurde die Keathbank Mill im Jahre 1979 geschlossen. Zeitweise war sie dann als Museum geöffnet.

## Beschreibung

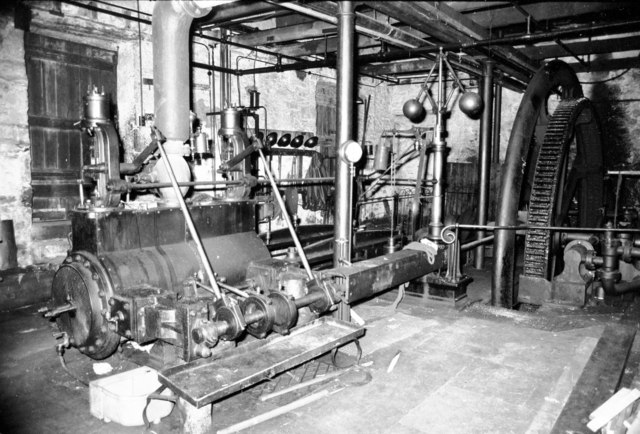
Dampfmaschine der Keathbank Mill

Die ehemalige Mühle steht am Nordrand von Blairgowrie and Rattray abseits der A93 am linken Ufer des Ericht. Das Mauerwerk der Jutespinnerei besteht aus Bruchstein. Ihre Hauptfassade ist sieben, die flussseitige Fassade acht Achsen weit. Die abschließenden Dächer sind mit grauem Schiefer eingedeckt. Ihre Böden bestehen aus Holzdielen, die in ein gusseisernes Rahmenwerk getragen von Gusseisenpfeilern eingelegt sind.
Ungewöhnlich ist, dass die Mühle sowohl die Wasserkraft des Ericht als auch eine Dampfmaschine nutzte. Die vertikale Maschine von Carmichael and Co. aus Dundee verfügt über einen Zylinder mit einem Hubraum von 6,7 l. 1937 wurde ein Dieselmotor von Ruston & Hornsby installiert. Das Wasserrad besteht aus einem Gusseisenrahmen mit vier Speichen mit Holzeinlagen. Es durchmisst 5,5 m bei einer Breite von 4,3 m.